# Sonic, a sündisznó 2.
A Sonic, a sündisznó 2. (eredeti cím: Sonic the Hedgehog 2) 2022-ben bemutatott amerikai–japán akció-kalandfilm, amelyet Jeff Fowler rendezett. A 2020-as Sonic, a sündisznó című film folytatása; a filmek a Sega videójátékának, a Sonic the Hedgehog alapján készültek. A forgatókönyvet Pat Casey, Josh Miller és John Whittington írta. A főbb szerepekben Ben Schwartz, Jim Carrey, James Marsden, Tika Sumpter, Colleen O'Shaughnessey és Idris Elba látható.
Az első film kereskedelmi sikerének eredményeképpen a Paramount Pictures bejelentette, hogy készül a következő rész. A forgatásra 2021 márciusa és júniusa között került sor Vancouverben és Hawaiin. Az Amerikai Egyesült Államokban 2022. április 8-án, míg Magyarországon egy nappal korábban, április 7-én mutatták be a mozikban, a UIP-Dunafilm forgalmazásában. A film vegyes véleményeket kapott a kritikusoktól, és világszerte több mint 146 millió dollárt hozott, amivel a hetedik legtöbb bevételt hozó film lett 2022-ben. Egy harmadik film és egy Knucklesra fókuszáló spin-off sorozat is készült, ami 2024-ben került bemutatásra.

## Cselekmény
Sonic Wachowskiékkal él, miután legyőzte Dr. Robotnyikot, és éber hősként próbál segíteni a nyilvánosságnak, meggondolatlansága miatt kevés sikerrel. Tom azt tanácsolja Sonicnak, hogy maradjon türelmes azon a napon, amikor szükség lesz az erejére, mielőtt Maddie-vel Rachel hawaii esküvőjére indulnak.
Otthon maradva Robotnyik megtámadja Sonic-ot, aki egy erős antropomorf hangyászsün, Knuckles segítségével szökött meg a gombabolygóról. Knuckles megköveteli a legendás Mester Smaragd helyét, egy ősi ereklyét, amely végső hatalmat ad használójának, és azt a képességet, hogy a valóságot az ő akaratuk szerint változtassa meg, hogy tiszteletet szerezhessen őseinek.
Sonic-ot Miles "Tails" Prower, egy antropomorf kétfarkú róka menti meg, aki példaképként tekint rá, és odajön, hogy figyelmeztesse őt Knuckles-re. Sonic meggyőzi Tailst, hogy segítsen neki megtalálni a Mester Smaragdot, míg Robotnyik újra találkozik asszisztensével, Stone ügynökkel, és a smaragd ellopására törekedve felajánlja, hogy segít Knucklesnek. Eközben Sonic és Tails egy szibériai barlang nyomait követi egy térképen, amelyet Sonic gyámja, Hosszúkarom adott neki, mielőtt a Földre küldték volna, ahol iránytűt találnak a templomban. Knuckles és Robotnyik követik őket, és egy hegyről üldözik Sonic-ot és Tails-t. Knuckles elárulja, hogy ugyanazon a napon veszítette el az apját és az egész törzsét, amikor Sonic elvesztette Hosszúkarmot. Az együttérzés rövid pillanatának ellenére Knuckles és Robotnyik ellopják az iránytűt, bár Knuckles kezdi megkérdőjelezni Robotnyik hűségének és becsületének érzését, amikor kigúnyolja Sonic-ot, amiért az iránytű helyett a sérült és eszméletlen Tails-t mentette meg, mielőtt lavinát okozna rajtuk.
Tom megmenti Sonic-ot és Tails-t úgy, hogy egy gyűrűvel teleportálja őket az esküvőre. Rachel vőlegénye, Randall és az esküvői vendégei felfedik magukat, hogy ők a Planetáris Járőr Unió (P.J.U.) titkos ügynökei, és letartóztatják Sonicot, Tailst és Tomot, akiket aztán Maddie és a bosszúálló Rachel ment meg, aki utóbbi kibékül Randallal, miután felfedi, hogy ő még mindig érez iránta. Eközben Knuckles és Robotnyik talál egy víz alatti templomot, amelyben a Mester Smaragd található.
Magát hibáztatva Tails sérüléseiért, Sonic úgy dönt, hogy egyedül néz szembe Knuckles-el és Robotnyikkal, és elmegy a templomba, ahol Knuckles-szal harcol, hogy ne vegye el a Master Smaragdot. Robotnyik ezt egy lehetőségnek tekintve arra használja a figyelemelterelést, hogy megragadja és összeolvasztja magát a smaragddal, amely felrobban, és vízbe süllyeszti a templomot. Mivel Knuckles-nek semmi haszna nem marad, Robotnyik elárulja őt, és Sonic-kal együtt maga mögött hagyja. Sonic és Knuckles együtt dolgozva éppúgy meg tudnak menekülni, ahogy az eszméletéhez tért és sérüléseiből felépült Tails kétfedelű repülővel kimenti őket.
Green Hillsben Robotnyik, új képességeit felhasználva létrehoz egy önmagára hasonlító óriási robotot. Sonic, Tails és Knuckles együtt küzdenek a robottal és a hozzá tartozó drónokkal, és visszaszerzik a Master Smaragdot, ami azonban eltörik, és 7 darab Káosz Smaragdokká válnak. Tom és Maddie megmentik Sonic-kot, aki a Káosz Smaragdok segítségével Super Sonic-ká változik. Megsemmisíti a robotot, mielőtt eloszlanak a smaragdok, és visszaállna a normális kerékvágásba. Ezt követően Robotnyik eltünt, és Knuckles megjavítja a Mester Smaragdot a maradék szilánkokból, egyezséget köt Sonic-kal és Tails-el, hogy megvédjék a gonosztól, és mindhárman idillikus életet élnek Wachowskiéknál.
A stáblista előtt megtudjuk, hogy a kormány Robotnyik aktái között megtalálta a Shadow-projektet.

## Szereplők
| Szereplő                       | Színész                | Magyar hang             | Leírás |
| ------------------------------ | ---------------------- | ----------------------- | --- |
| Dr. Ivo „Tojásfej” Robotnyik   | Jim Carrey             | Kerekes József          | A film főgonosza; egy 300-as IQ-val rendelkező őrült tudós és feltaláló, aki visszatért a Földre, egy új szövetségessel, hogy bosszút álljon Sonic-on. |
| Thomas „Tom” Michael Wachowski | James Marsden          | Miller Zoltán           | Green Hills seriffje, Sonic emberbarátja. |
| Maddie Wachowski               | Tika Sumpter           | Bogdányi Titanilla      | Tom állatorvos felesége. |
| Wade Whipple                   | Adam Pally             | Bozsó Péter             | Rendőrtiszt Green Hills-ben, Tom beosztottja. |
| Rachel                         | Natasha Rothwell       | Kokas Piroska           | Maddie nővére, aki nem kedveli a sógorát. |
| Stone ügynök                   | Lee Majdoub            | Varga Gábor             | Egy ügynök, aki Robotnyiknak dolgozik, főnöke távollétében egy kávézóban dolgozott.                                                                    |
| Walters parancsnok             | Tom Butler             | Barbinek Péter          | Az Amerikai Egyesült Államok Védelmi Minisztériumának alelnöke, később a Planetáris Járőr Unió (röviden: PJU) alapítója és vezetője lesz.              |
| Randall Handel                 | Shemar Moore           | Dévai Balázs            | Rachel vőlegénye, és a PJU titkos ügynöke. |
| Jojo                           | Melody Nosipho Niemann | Dolmány-Bogdányi Korina | Rachel lánya, Maddie unokahúga. |
| Szereplő                       | Eredeti hang           | Magyar hang             | Leírás |
| Sonic, a sündisznó             | Ben Schwartz           | Szabó Máté              | A film főhőse; egy kék színű, szupergyors sündisznó, aki immáron a Földön él, és képes Super Sonic-ká válni 7 db Káosz Smaragd felhasználásával.       |
| Miles „Tails” Prower           | Colleen O'Shaughnessey | Ágoston Katalin         | Egy sárga színű, kétfarkú repülő róka, Sonic barátja.                                                                                                  |
| Knuckles, a hangyászsün        | Idris Elba             | Schneider Zoltán        | Egy piros színű, hangyászsün harcos, aki együtt működik Robotnyikkal, majd később csatlakozik Sonic-hoz és Tails-hez Robotnyik ellen.                  |
| Hosszúkarom                    | Donna Jay Fulks        | Peller Mariann          | Egy antropomorf bagoly, Sonic gondviselője a saját dimenziójában, egészen a haláláig.                                                                  |
| Shadow, a sündisznó            | Nem szólal meg         | Nem szólal meg          | Egy fekete színű sündisznó, piros csíkokkal, aki a stáblista közepénél jelenik meg egy 50 éves kapszulatartályban.                                     |

### Magyar változat
- Magyar szöveg: Speier Dávid
- Felvevő hangmernök: Illés Gergely
- Vágó: Simkóné Varga Erzsébet
- Gyártásvezező: Kincses Tamás
- Szinkronrendező: Dóczi Orsolya
- Produkciós vezető: Hagen Péter

## Marketing
A filmbemutató plakátját 2021. december 7-én mutatták be. Másnap a 2021-es The Game Awards díjátadó gálán megjelent az első előzetes. Az előzetesben Masato Nakamura "Emerald Hill Zone" című zenéjének átdolgozott változata hallható. A rajongók rendkívül pozitívan reagáltak, Elba különösen dicsérte a filmet. A kritikusok megjegyezték a reakciók közötti különbséget az első film előzeteséhez viszonyítottan, amely 2019. április 30-án jelent meg.
A Super Bowl LVI előtti héten a Paramount négy TV-spotot tett közzé, amelyek új részleteket és a Death Egg robot leleplezését mutatták be. A Super Bowl LVI során 2022. február 13-án egy különleges TV-spotot sugároztak. A moziban megjelent plakáton nem szerepelt O'Shaughnessey neve, ami a rajongók felháborodását váltotta ki. A nem sokkal később megjelent nemzetközi plakáton az ő és Sumpter neve is szerepelt a felső részen. A második és egyben utolsó előzetes 2022. március 14-én jelent meg. Egy másik poszter is megjelent, amely az eredeti Sonic the Hedgehog 2 videojáték észak-amerikai boxartjára hasonlít.
A Paramount kevesebb mint 18 millió dollárt költött a filmet népszerűsítő televíziós spotokra az Egyesült Államokban, amelyek 717 millió megtekintést eredményeztek.

## Megjelenés
2022. március 1-jén a Paramount az Ukrajna elleni orosz támadásra hivatkozva törölte a film oroszországi bemutatóját. Március 14-én, amikor az Egyesült Államokban megkezdődött a jegyek eladása, április 6-ra bejelentették a „rajongói eseménynek” nevezett korai bemutatót.
A Sonic, a sündisznó 2.-t a Paramount Pictures először több nemzetközi piacon, többek között Franciaországban és Hollandiában 2022. március 30-án, az Egyesült Királyságban pedig 2022. április 1-jén mutatta be a mozikban. Az Egyesült Államokban 2022. április 8-án jelent meg. A film 45 nappal a film amerikai megjelenése után kerül fel a Paramount+ streaming szolgáltatásra.

## Visszhang
A kritikák egyértelműen szerethető, de gyengébb folytatásként írták le a filmet, amiben egyszerre akartak sokmindent megvalósítani – felemás sikerrel, ugyanakkor sok poén fárasztó és a történet szempontjából kevéssé fontos karakterek és történések is jelentősebb időt visznek el a műsoridőből, hozzátéve, hogy Jim Carrey Robotnyikja is inkább ripacs, mintsem az első részhez hasonlóan szórakoztató. Knuckles és Tails karakterét viszont dicsérték, akiket jobban is kidolgozhattak volna a filmben.

## Folytatás
2022 februárjában a Sega és a Paramount Pictures megerősítette, hogy a Sonic, a sündisznó 3. és egy Knuckles spin-off sorozat fog készülni. Elba újra Knuckles szerepét fogja játszani a sorozatban, amely a Paramount+ streaming szolgáltatáson fog megjelenni.
2022 áprilisában, miután Carrey bejelentette, hogy visszavonul a színészettől, Moritz és Ascher producerek megerősítették, hogy Dr. Robotnyik szerepét nem fogják újraszerepeltetni a folytatásokban, ha megvalósítja visszavonulási terveit. Azonban reménykedtek abban, hogy kitudnak dolgozni egy olyan forgatókönyvet, amely elég jó ahhoz, hogy folytassa a szerepet.